# Расселл (Канзас)
Расселл (англ. Russell) — місто (англ. city) в США, в окрузі Расселл штату Канзас. Населення — 4401 особа (2020).

## Географія
Расселл розташований за координатами 38°53′15″ пн. ш. 98°51′4″ зх. д. / 38.88750° пн. ш. 98.85111° зх. д. (38.887610, -98.851001).  За даними Бюро перепису населення США в 2010 році місто мало площу 12,61 км², уся площа — суходіл.

### Клімат
| Клімат : Расселл                                       | Клімат : Расселл | Клімат : Расселл | Клімат : Расселл | Клімат : Расселл | Клімат : Расселл | Клімат : Расселл | Клімат : Расселл | Клімат : Расселл | Клімат : Расселл | Клімат : Расселл | Клімат : Расселл | Клімат : Расселл | Клімат : Расселл |
| Показник                                               | Січ.             | Лют.             | Бер.             | Квіт.            | Трав.            | Черв.            | Лип.             | Серп.            | Вер.             | Жовт.            | Лист.            | Груд.            | Рік              |
| Абсолютний максимум, °C                                | 28,9             | 29,4             | 32,8             | 38,3             | 38,9             | 45,6             | 43,9             | 42,8             | 42,2             | 36,1             | 30,0             | 23,9             | 45,6             |
| Середній максимум, °C                                  | 5,6              | 7,8              | 13,3             | 18,9             | 23,9             | 30,0             | 33,3             | 32,2             | 27,2             | 20,0             | 12,2             | 5,6              | 19,2             |
| Середня температура, °C                                | −1,1             | 1,1              | 6,1              | 12,2             | 17,8             | 23,3             | 26,7             | 25,6             | 20,6             | 13,3             | 5,6              | −0,6             | 12,6             |
| Середній мінімум, °C                                   | −7,8             | −5,6             | −0,6             | 5,0              | 11,1             | 16,7             | 19,4             | 18,9             | 13,3             | 6,1              | −1,1             | −6,7             | 5,8              |
| Абсолютний мінімум, °C                                 | −28,9            | −28,9            | −26,7            | −11,1            | −3,9             | 3,9              | 7,2              | 7,2              | −2,2             | −10,6            | −20,6            | −31,1            | −31,1            |
| Норма опадів, мм                                       | 14               | 22               | 49               | 67               | 93               | 91               | 96               | 73               | 57               | 40               | 28               | 21               | 651              |
| Днів з опадами                                         | 4,4              | 5,3              | 7,1              | 8,7              | 11,1             | 9,5              | 8,7              | 8,3              | 6,9              | 7,1              | 4,8              | 4,5              | 86,4             |
| Днів зі снігом                                         | 3,3              | 2,3              | 1,8              | 0,5              | 0                | 0                | 0                | 0                | 0,1              | 0,1              | 1,2              | 2,3              | 11,6             |
| ------------------------------------------------------ | ---------------- | ---------------- | ---------------- | ---------------- | ---------------- | ---------------- | ---------------- | ---------------- | ---------------- | ---------------- | ---------------- | ---------------- | ---------------- |
| Джерело: The Weather Channel; National Weather Service |                  |                  |                  |                  |                  |                  |                  |                  |                  |                  |                  |                  |                  |

## Демографія
Згідно з переписом 2010 року, у місті мешкало 4506 осіб у 2041 домогосподарстві у складі 1216 родин. Густота населення становила 357 осіб/км².  Було 2393 помешкання (190/км²).
Расовий склад населення:
| - 95,6 % — білих - 1,0 % — чорних або афроамериканців - 0,6 % — корінних американців - 0,5 % — азіатів |

До двох чи більше рас належало 1,6 %. Частка іспаномовних становила 2,1 % від усіх жителів.
За віковим діапазоном населення розподілялося таким чином: 22,2 % — особи молодші 18 років, 55,5 % — особи у віці 18—64 років, 22,3 % — особи у віці 65 років та старші. Медіана віку мешканця становила 44,6 року. На 100 осіб жіночої статі у місті припадало 96,2 чоловіків;  на 100 жінок у віці від 18 років та старших — 94,5 чоловіків також старших 18 років.
Середній дохід на одне домашнє господарство  становив 48 396 доларів США (медіана — 37 027), а середній дохід на одну сім'ю — 61 119 доларів (медіана — 54 571). За межею бідності перебувало 15,7 % осіб, у тому числі 23,8 % дітей у віці до 18 років та 4,6 % осіб у віці 65 років та старших.
Цивільне працевлаштоване населення становило 2104 особи. Основні галузі зайнятості: освіта, охорона здоров'я та соціальна допомога — 33,5 %, мистецтво, розваги та відпочинок — 14,6 %, роздрібна торгівля — 12,7 %.